# 吉山一郎
吉山 一郎（よしやまいちろう、1923年 - 2002年）とは日本の技術者、実業家、元ミノルタ副社長。京都大学工学部卒業。

## 概要
1970年代よりカメラは電子化する。当時のミノルタはSRから電子化されたXシリーズへと移行し、そのときの開発の陣頭に吉山一郎が立った。そしてミノルタはαで「αショック」を引き起こす。
1968年度第22回日本映画技術協会賞を受賞。
1993年から2001年まで大阪府技術教会会長を勤める。

## 書誌掲載
- 技術は時代を変える : テクノKenzoと仲間たち[5]
- ヒット製品の生まれるまで―開発現場第一線が語る[6]
- 「非」常識の経営 ISBN 9784492551301
- ミノルタ“α”経営の現場 ISBN 4061928252
- O plus E1986年9月号[7]